# Pahia
Pahia es un pequeño lugar rural del sur de Nueva Zelanda. Áreas circundantes incluyen Ruahine, Wakapatu, Round Hill, Bahía Colac y Orepuki. Por su calle mayor discurre la Orepuki-Riverton Hwy, una sección de la Carretera estatal Neozelandesa 99). Pahia está a 15 minutos de Riverton, a 20 de Tuatapere y a 45 de Invercargill
Tenía una vía ferroviaria, una fábrica de queso, industria forestal y una pequeña industria de extracción de oro. También tenía una escuela primaria llamada Pahia Schoolclausurada em 1997. Pahia es históricamente relevante y cuenta con señales informativas que relatan su historia. El área hoy la componen muchas granjas, incluyendo ovinas, lecheras y de ciervos.
Geográficamente se encuentra entre el boscoso Longwood Range y el Mar Tasmano. Hay miradores hacia la bahía Te Waewae, Princess Mountains y Isla Stewart. Su colina, Pahia Hill, las Colinas Ruahine y el monte Victoria son otros lugares señalados. El clima es frío y muy ventoso. Pahia está azotada por los temporales marinos, aunque a veces hay buen tiempo.
Sus atracciones:
- Cosy Nook (Rincón Acogedor), villita pesquera
- Porridge ( Gachas de avena ), lugar surfista mundialmente famoso

- Datos: Q7124549